# Congericola kabatai
Congericola kabatai is een eenoogkreeftjessoort uit de familie van de Hatschekiidae. De wetenschappelijke naam van de soort is voor het eerst geldig gepubliceerd in 1975 door Hewitt.